# جهش بزرگ

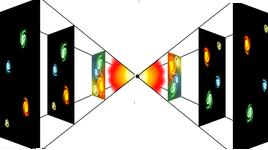
مِه‌رُمب (فروپاشی ترمینال) و به دنبال آن انفجار بزرگ

جهش بزرگ (مِه جَست) نظریه‌ای است که مدلی علمی از شکل‌گیری جهان شناخته شده ارائه می‌کند. این فرضیه در اصل به عنوان بخشی از مدل چرخه‌ای (یا جهان نوسانی) مطرح شد که این مدل خود تفسیری از نظریه انفجار بزرگ است که در آن اولین رویداد کیهانی در نتیجه سقوط جهان پیشین رخ می‌دهد. البته نظریه جهش بزرگ می‌تواند در نتیجه به کار بردن تکنیک‌های گرانش کوانتومی حلقه در نظریه انفجار بزرگ نیز حاصل شود و در این صورت نیازی به چرخه‌ای بودن مدل نیست.

## تاریخچه
مدل‌های جهش بزرگ تاریخچه محکمی داشته و تا حد زیادی در زمینه‌های زیبایی شناسانه توسط کیهان شناسانی از جمله Willem de Sitter, Carl Friedrich von Weizsäcker George McVittie و جرج گامو (که تأکید کرد که "از دیدگاه فیزیکی ما باید به‌طور کامل دوره پیش از فروپاشی را فراموش کنیم.") تأیید شده بودند. با این حال این عبارت (جهش بزرگ) تا سال ۱۹۸۷ در ادبیات علمی استفاده نمی‌شد. تا اینکه از این اصطلاح در عنوان دو مقاله (به آلمانی) در Stern und Weltraum توسط Wolfgang Priester و Hans-Joachim Blome استفاده شد. این عبارت دوباره در سال ۱۹۸۸ در کتابی که Iosif Rozental با عنوان انفجار بزرگ، جهش بزرگ از زبان روسی (با یک عنوان متفاوت) به زبان انگلیسی ترجمه کرد و همچنین در سال ۱۹۹۱ در مقاله‌ای (به زبان انگلیسی) توسط Priester و نیکولاس بلومه در مجله نجوم و اختر فیزیک ظاهر شد. (این عبارت ظاهراً چند سال پس از افزایش آگاهی عمومی از مدل انفجار بزرگ در پی کشف ریزموج زمینه کیهانی توسط Penzias و ویلسون از عنوان یک رمان Elmore Leonard در سال ۱۹۶۹ سرچشمه می‌گیرد)

## انبساط و انقباض
برخی از نظریه پردازان قایل به جهان نوسانی، معتقدند انفجار بزرگ صرفاً آغاز یک دوره انبساط است که به دنبال یک دوره انقباض رخ داده است. در این دیدگاه می‌شود گفت یک خرد شدن و فشردگی عظیم به دنبال یک انفجار بزرگ رخ می‌دهد، یا به زبان دیگر یک جهش بزرگ اتفاق می‌افتد. در نتیجه جهانی که ما در آن زندگی می‌کنیم می‌تواند در هر نقطه‌ای از توالی نامتناهی جهانها قرار گرفته باشد یا اینکه برعکس، جهان فعلی می‌تواند اولین نقطه در این توالی بی‌انتها باشد. اما اگر شرایط در فاز فاصله بین "پرش"‌ها را (با در نظر گرفتن 'فرضیه نخستین اتم' - شرایط فرضیه مه بانگ) بررسی کنیم به این نتیجه می‌رسیم که چنین شمارشهایی بی‌معنی هستند به دلیل اینکه هر وضعیت می‌تواند نشان دهنده یک تکینگی در زمان در هر مورد باشد (پس ویژگی‌های اساسی جهانهای متوالی یکی نیست).
ایده اصلی در پشت کوانتوم جهش بزرگ این است که وقتی چگالی به بی‌نهایت میل می‌کند رفتار کف کوانتومی (خمیر مایه مواد جهان) تغییر می‌کند. تمام به اصطلاح ثابتهای اساسی فیزیکی از جمله سرعت نور در خلاء لزومی ندارد در طول یک خرد شدن بزرگ ثابت باقی بماند، به خصوص در یک بازه زمانی که کوچکتر از آن است که در آن اندازه‌گیری ممکن باشد (یک واحد زمان پلانک تقریباً 10−43 ثانیه). بازه زمانی ای که نقطه عطف در آن رخ می‌دهد، از انقباض نهایی به انفجار بزرگ.
اگر ثابتهای بنیادی فیزیکی در طول دوره انقباض نهایی با مکانیک کوانتومی محاسبه شوند، تعجب‌آور نخواهد بود که این مقادیر با آنچه در این جهان وجود دارد متفاوت باشند. چرا که طبق تعریف، وجود این جهان محدود به دوره‌ای بین انفجار بزرگ و خرد شدن بزرگ است.
اما مدل‌های بر پایه جهش بزرگ، توضیح نمی‌دهند که این جهان در حال گسترش کنونی، چگونه قرار است منقبض شود. این گسترش و انبساط ثابت و مداوم توسط ناسا از طریق گسترش متریک فضا توضیح داده شده‌است.

## مطالعات بیشتر
Angha, Molana Salaheddin Ali Nader Shah "Pir Oveyssi" (2001). Expansion & Contraction Within Being (Dahm). Riverside, CA: M.T.O Shahmaghsoudi Publications. ISBN 0-910735-61-1.
Taiebyzadeh, Payam (2017). String Theory; A Unified theory and inner dimension of elementary particles (Baz Dahm), Iran, Mashhad: Shamloo Publications Center. ISBN 978-600-116-684-6